# Craig Dawson
Craig Dawson (* 6. Mai 1990 in Rochdale) ist ein englischer Fußballspieler, der seit Januar 2023 beim englischen Erstligisten Wolverhampton Wanderers unter Vertrag steht.

## Vereinskarriere

### Radcliffe Borough
Dawson begann seine Karriere beim Jugendclub Heywood St. James, bevor er zu Rochdale St. Clements wechselte. Im Alter von 16 Jahren arbeitete Dawson als Glassammler in einer Kneipe, bevor er von Bernard Manning Jr., dem Vorsitzenden von Radcliffe Borough und Sohn von Bernard Manning, angesprochen wurde. Noch in der Saison 2007/2008 gab er sein Debüt für den Club im Duell gegen Salford City. Nach einer Leihe bei Clipstone, wurde Dawson nach nur wenigen Spielen bei Radcliffe Stammspieler der ersten Mannschaft. In den zwei Spielzeiten bestritt er 95 Spiele und erzielte 15 Tore. In seiner Abschieds-Saison wurde er von Radcliffe zum Spieler der Saison gewählt. 2017 wurde Dawson zum 50-jährigen Jubiläum der Liga in die Greatest 100 Players der Northern Premier League aufgenommen und belegte den 14. Gesamtrang.

### Rochdale
Im Februar 2009 unterzeichnete Dawson bei seinem örtlichen Verein Rochdale einen Zweijahresvertrag. Er wechselte für eine Ablöse in Höhe von 12.000 Pfund, trotz eines Angebots von 30.000 Pfund von Crewe Alexandra.
Bis zum Saison-Ende blieb Dawson bei Radcliffe ausgeliehen. Dawson gab sein Debüt für die Reserve von Rochdale und erzielte einen Kopfballtreffer nach einer Ecke gegen Manchester City. Dawson sollte sein Debüt in der zweiten Hälfte der Saison 2008/09 geben; verletzte sich aber. Am 8. August 2009 gab er schließlich sein Rochdale-Debüt, als er im League-Two-Duell gegen Port Vale im Vale Park startete. Das Spiel endete 1:1 unentschieden. Dawsons zweites Spiel fand im Hillsborough Stadium im League Cup gegen Sheffield Wednesday statt. Trotz drei Gegentoren wählten ihn die Rochdale-Fans zum Mann des Spiels.

### West Bromwich Albion
Am 31. August 2010 unterzeichnete Dawson beim Premier-League-Klub West Bromwich Albion einen Dreijahresvertrag. Die Ablösesumme wurde nicht bekannt. Er gab sein Baggies-Debüt bei einem 4:1-Ligapokal-Sieg gegen AFC Bournemouth im August 2011 und wurde am folgenden Tag von Stuart Pearce, der ihn von der Tribüne des Dean Court aus beobachtete, in den englischen U-21-Kader berufen. Am 26. Juli 2011 wurde Dawson mit einem neuen und verbesserten Albion-Vertrag belohnt. Am 21. Februar 2012 unterschrieb der Innenverteidiger einen Dreieinhalbjahresvertrag bis Juni 2015 plus eine weitere Jahresoption für den Verein. Dawson gab sein Premier-League-Debüt am 17. September 2011 auswärts gegen Swansea City als Ersatz-Innenverteidiger für den gesperrten Gabriel Tamaş bei einer enttäuschenden 0:3-Niederlage. Er spielte erneut in der Startelf im Spiel gegen Manchester City, das West Brom 0:4 verlor. Erneut trat Dawson im nächsten Ligaspiel gegen die Queens Park Rangers an, West Brom gewann das Spiel mit 1:0. Am 28. September 2014 erzielte Dawson sein erstes Tor in der Premier League für West Brom bei einem 4:0-Heimsieg gegen Burnley. Sein nächstes Saisontor erzielte er bei der 1:2-Niederlage gegen West Ham United am 2. Dezember 2014.

#### Leihgabe an Rochdale
Unmittelbar nach seiner Unterzeichnung bei West Brom wurde er für den Rest der Saison 2010/11 an Rochdale ausgeliehen.

#### Leihgabe an Bolton Wanderers
Am 23. Januar 2013 gewann der Championship-Club Bolton Wanderers trotz des Interesses von Blackburn Rovers, Leicester City, Leeds United und Nottingham Forest das Rennen um Dawson. Der Verteidiger wurde für den Rest der Saison ausgeliehen. Am 23. Februar erzielte Dawson zwei Tore beim 4:1-Sieg gegen Hull City.

### Watford
Am 1. Juli 2019 unterschrieb Dawson für eine nicht genannte Ablöse einen Vierjahresvertrag beim Premier-League-Klub Watford. Dawson erzielte am 20. Juni 2020 sein erstes Tor für den Verein, einen Fallrückzieher gegen Leicester City.

### West Ham United
Am 12. Oktober 2020 wurde Dawson für den Rest der Saison 2020/21 von West Ham ausgeliehen.  Dawson gab sein West-Ham-Debüt am 29. Dezember 2020.  Er wurde für seine Leistung bei einem 0:0-Unentschieden gegen Southampton zum Mann des Spiels ernannt.  Am 11. Januar 2021 erzielte er gegen Stockport County in der dritten Runde des FA Cup sein erstes Tor für West Ham.  West Ham gewann mit 1:0. Es war sein erstes Tor im FA Cup seit mehr als 10 Jahren, als er im November 2010 für Rochdale gegen den FC United of Manchester getroffen hatte.  Am 26. Januar 2021 erzielte er sein erstes Tor in der Premier League für West Ham beim 3:2-Auswärtssieg gegen Crystal Palace.
Am 6. April 2021 wurde bekannt gegeben, dass Dawson am Ende der Saison 2020/21 mit einem Zweijahresvertrag dauerhaft zu West Ham United wechseln wird.  Dawson erzielte sein erstes Tor in der Premier League in der Saison 2021/22; ein Ausgleich in der Nachspielzeit beim 2:2-Unentschieden in Leicester City am 13. Februar 2022. Sechs Tage später erzielte Dawson sein 50. Tor im Profifußball, als er im Heimspiel gegen Newcastle United den Führungstreffer erzielte.

## Nationalmannschaft

### England U21
Dawson erzielte bei seinem U21-Debüt für England am 1. September 2011 gegen Aserbaidschan zwei Tore. Er bestritt 15 Spiele für die englische U21 und erzielte dabei sechs Tore.

### Olympiamannschaft Großbritanniens
Am 2. Juli 2012 wurde Dawson von Stuart Pearce für die Fußballmannschaft der Olympischen Spiele 2012 in Großbritannien ausgewählt. Er spielte beim 1: 0-Sieg gegen Uruguay als Last-Minute-Ersatz für Torschütze Daniel Sturridge. Er stand auch im olympischen Viertelfinale gegen Südkorea, als er für den verletzten Micah Richards eingewechselt wurde, und traf im Elfmeterschießen.

## Sonstiges
Bevor er Profifußballer wurde, spielte Dawson als Schlagmann für den Rochdale Cricket Club und absolvierte Prüfungen beim Lancashire County Cricket Club.